# Marriott Brosius
Marriott Brosius, född 7 mars 1843 i Lancaster County i Pennsylvania, död 16 mars 1901 i Lancaster i Pennsylvania, var en amerikansk politiker (republikan). Han var ledamot av USA:s representanthus från 1889 fram till sin död.
År 1889 efterträdde han William H. Sowden i representanthuset och avled 1901 i ämbetet.
Brosius är begravd på Greenwood Cemetery i Lancaster i Pennsylvania.